# Aminu
Aminu war ein König in der frühen Vorzeit des assyrischen Reiches. Sein Name ist durch die assyrischen Königsliste überliefert, die ihn als 26. König und Nachfolger seines Vaters Ila-kabkabū aufführt. Ob er jedoch der Nachfahre einer über Generationen in Aššur herrschenden Dynastie und der in der Königsliste als Sohn angegebene Sulili sein Nachfolger gewesen ist, gilt in der Forschung als umstritten. Eine zunehmend vertretene Gegenauffassung hält ihn für den älteren Bruder und unmittelbaren Vorgänger des Eroberers Šamši-Adad I.
Mit Aminu endet zeitlich der zweite Abschnitt der Königsliste, der mit „Insgesamt 10 Könige, die Vorfahren sind“ beschrieben ist (englisch: ten kings who are ancestors/whose fathers are known). Die Namen stehen hier, im Gegensatz zur übrigen Liste, in umgekehrt chronologischer Reihenfolge. Der Abschnitt beginnt mit Aminu als jüngstem König und endet bei seinem Vorfahren Apiašal, dem Sohn von Ušpia. Diese letzten beiden Namen sind eine Wiederholung vom Ende des ersten Abschnitts. Als Sohn und Nachfolger von Aminu steht Sulili zu Beginn des dritten Abschnitts. Den zweiten Abschnitt betrachtet daher ein Teil der Historiker als Aufzählung der Vorfahren von Sulili. Eine genauere Datierung ist schwierig. Vermutlich fällt seine Herrschaft in die politisch chaotische Phase des Niedergangs der sumerischen Hochkultur, gegen Ende der 3. Dynastie von Ur um 2000 v. Chr. (nach mittlerer Chronologie). Das spätere assyrische Reich dürfte zu dieser Zeit kaum mehr, als einer von zahlreichen miteinander konkurrierenden Stadtstaaten der Region gewesen sein.      
Abweichend von dieser Deutung der Königsliste wird zunehmend angenommen, dass Šamši-Adad I. bei erstmaliger Zusammenstellung der Königsliste seine nicht-assyrischen Vorfahren in die Abfolge der Könige hat einfügen lassen, vermutlich um als Eroberer seine Herrschaft über Aššur zu legitimieren. Als Indiz dafür gilt, dass die Väter von Aminu und Šamši-Adad I. mit dem gleichen Namen angegeben sind und überhaupt die Namen des zweiten Abschnitts keinen akkadischen, sondern west-semitischen Ursprung haben. Demnach wäre Aminu der ältere Bruder von Šamši-Adad I. und die Angabe seiner Vaterschaft zu Sulili rein fiktiv, um die Abschnitte miteinander zu verbinden. Der Historiker Glassner folgerte daraus, dass der zweite Abschnitt eigentlich die Ahnenreihe von Aminu darstellt.
Außerhalb der Königsliste ist der Name Aminu noch durch Erwähnung in einem Brief aus der Stadt Mari überliefert und durch ein Siegel, das sich heute im Louvre befindet und laut Inschrift einem Diener des Aminu gehörte. Ob es sich dabei aber tatsächlich um den entsprechenden König handelte, lässt sich nicht mit Sicherheit sagen.